# Calininegrado (oblast)

Oblast de Calininegrado (verde escuro) em relação à Europa e à Rússia (verde claro)

O oblast de Calininegrado, Caliningrado ou Kaliningrado (russo:  Калинингра́дская о́бласть, tr. Kaliningrádskaia óblast), também chamado "Rússia báltica", é uma divisão federal da Federação da Rússia. Trata-se de um exclave russo, situado nas margens do mar Báltico e contornado pela Lituânia e pela Polônia.
Tem cerca de 942 mil habitantes e sua capital é a cidade de Calininegrado, que na época do domínio alemão (prussiano) chamava-se Königsberg ou Conisberga.

## Geografia
O oblast de Calininegrado é um exclave da Rússia e faz fronteira a norte e a leste com a Lituânia, a sul com a Polónia e a oeste com o mar Báltico. Corresponde a uma porção da antiga região alemã da Prússia Oriental, anexada pela União Soviética depois da Segunda Guerra Mundial, tendo sido subsequentemente russificada.
Seu maior rio é o Prególia (russo:  Прего́ля; em alemão:  Pregel; em lituano:  Prieglius). Em seu território há duas importantes lagunas: a laguna da Curlândia (dividida com a Lituânia) e a laguna do Vístula (dividida com a Polónia).
Importantes cidades:
|                | Russo       | Alemão †   | Lituano †    | Polaco †  |
| -------------- | ----------- | ---------- | ------------ | --------- |
| Baltiisk       | Балтийск    | Pillau     | Piliava      | Piława    |
| Tcherniakhovsk | Черняховск  | Insterburg | Įsrutis      | Wystruć   |
| Gusev          | Гусев       | Gumbinnen  | Gumbinė      | Gąbin     |
| Calininegrado  | Калининград | Königsberg | Karaliaučius | Królewiec |
| Sovetsk        | Советск     | Tilsit     | Tilžė        | Tylża     |

† Topônimos usados antes de 1946